# Calino médecin par amour
 (août 2025).
Pour plus de détails, voir Fiche technique et Distribution.
Calino médecin par amour est un film muet français réalisé par Jean Durand et sorti en 1911.

## Fiche technique
- Réalisation et scénario : Jean Durand
- Société de production : Société des Établissements L. Gaumont
- Pays : France
- Format : Muet - Noir et blanc - 1,33:1 - 35 mm
- Métrage : 149 m
- Genre :  Comédie
- Date de sortie : 
  -  France - 1911

## Distribution
- Clément Mégé : Calino
- Gaston Modot